# Pałac w Karczewie
Pałac w Karczewie – zabytkowy pałac w miejscowości Karczewo, w powiecie grodziskim, w województwie wielkopolskim.

## Historia
Pałac w Karczewie wybudowano dla Mikołaja Mielżyńskiego w latach 1809–1811. Projekt powstał w pracowni Davida Gilly'ego. W 1852 pałac stał się własnością Emilii Chłapowskiej, a następnie jej zięcia Jana Nepomucena Kęszyckiego. Gruntownie przebudował go Józef Kęszycki, syn Jana Nepomucena. Ostatnim właścicielem obiektu z rodziny Kęszyckich był Karol Joachim. W okresie okupacji niemieckiej administratorem był H. Nacke, a w 1946 majątek przejął polski Skarb Państwa. Majątek folwarku stał się własnością spółdzielni rolniczej. Później w pałacu funkcjonowało przedszkole i klub rolnika.

## Opis
Pierwotnie architektura pałacu reprezentowała styl klasycystyczny. Piętrowy, ceglany budynek, wzniesiony na planie prostokąta, jest kryty  dachem dwu- i  czterospadowym. Na lewym narożniku fasady znajduje się wieża. Główne wejście w ganku zwieńczonym balkonem z kamienną  balustradą. Nad wejściem na wysokości dachu znajduje się trójkątny fronton zawierający herb Nałęcz Józefa Kęszyckiego (1820–1910), który rozbudował obiekt w 1908 według projektu architekta Rogera Sławskiego. Na dachu trzy wole oczy. Obiekt jest częścią zespołu pałacowego, w skład którego wchodzi jeszcze park z początku XIX–XX w. Obok pałacu zabytkowy zespół folwarczny z drugiej ćwierci XIX w., składający się z: kancelarii, chlewni, dwóch obór i spichlerza.  

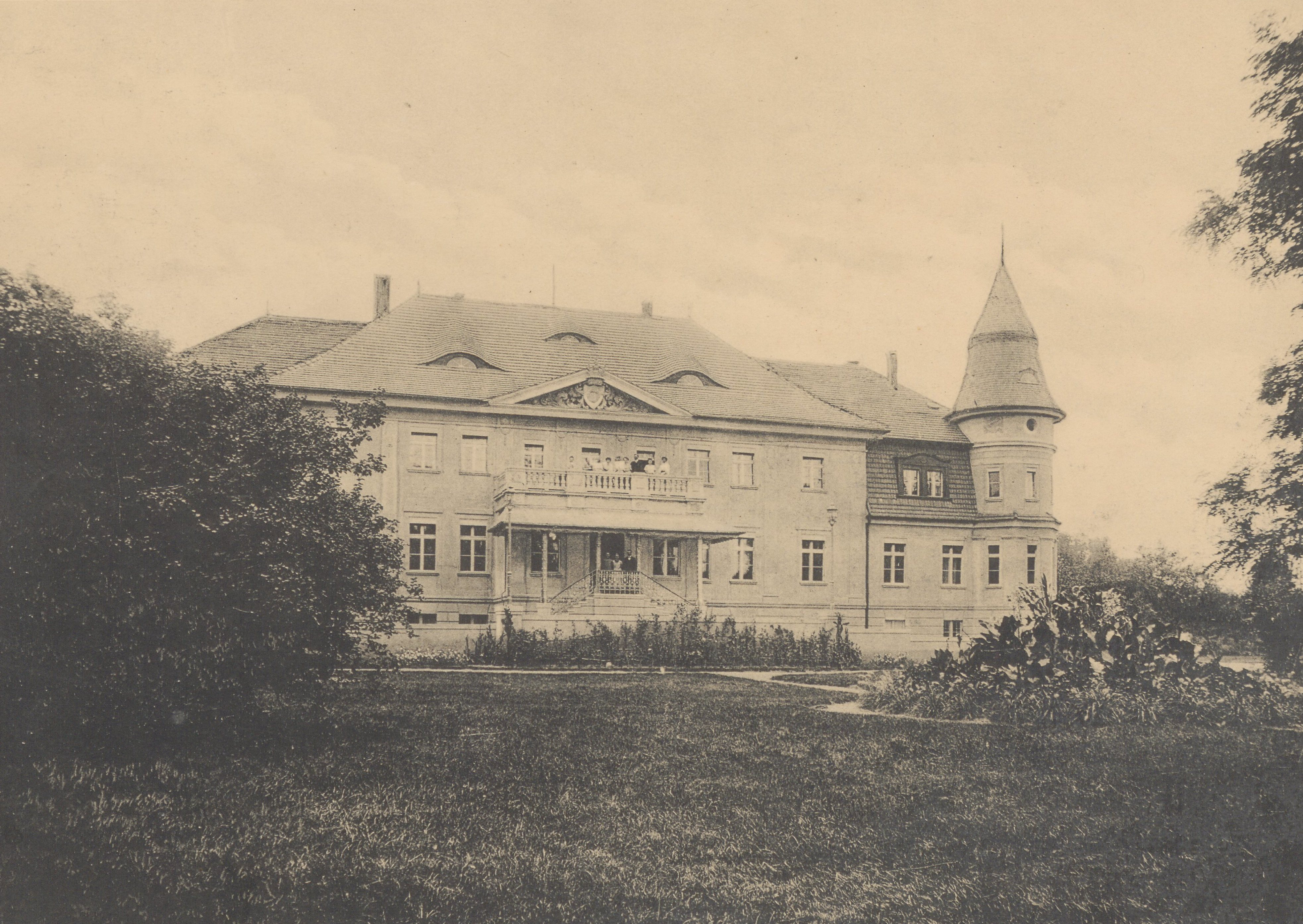
Pałac przed 1912
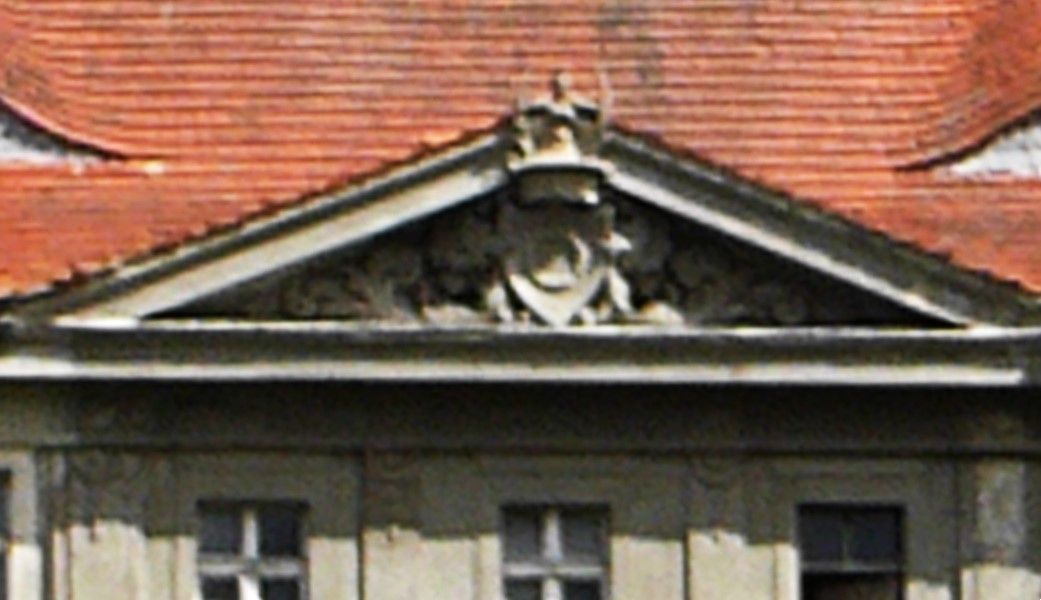
Fronton z herbem Nałęcz
Herb Nałęcz Józefa Kęszyckiego